# Rezolucija Vijeća sigurnosti UN-a 1396
Rezolucijom Vijeća sigurnosti UN-a 1396, jednoglasno usvojenoj 5. ožujka 2002. godine, nakon podsjećanja na rezolucije 1031 (1995.), 1088 (1996.), 1112 (1997.), 1256 (1999.) i 1357 (2001.) o stanju u Bosni i Hercegovini, Vijeće je pozdravilo prihvaćanje od strane Upravnog odbora Vijeće za provedbu mira 28. veljače 2002. o ponudi Europske unije da osigura policijsku misiju Europske unije (EUPM) koja će naslijediti Misiju Ujedinjenih naroda u Bosni i Hercegovini (UNMIBH) od 1. siječnja 2003.
Vijeće sigurnosti podsjetilo je na Daytonski sporazum i pripreme za tranziciju iz UNMIBH-a na kraju svog mandata. Složio se s imenovanjem Paddyja Ashdowna kao nasljednika Wolfganga Petritscha na mjestu visokog predstavnika za Bosnu i Hercegovinu i cijeni rad potonjeg zbog njegovih postignuća.
U rezoluciji se pozdravlja uspostava EUPM-a od 1. siječnja 2003. kao nastavak nakon završetka mandata UNMIBH-a kao dio koordiniranog programa vladavine prava. Potaknuo je koordinaciju između EUPM-a, UNMIBH-a i visokog predstavnika kako bi se osigurao prijenos odgovornosti s Međunarodnih policijskih snaga na EUPM i pozdravio usmjeravanje međunarodnih civilnih napora u provedbi u Bosni i Hercegovini. EUPM je trebao nadzirati i obučavati bosanskohercegovačku policiju i stvoriti ili reformirati održive institucije prema standardima EU.
Konačno, Rezolucija 1396 ponovno je potvrdila važnost i konačni autoritet koji je Vijeće pridalo ulozi Visokog predstavnika u koordinaciji aktivnosti organizacija i agencija u provedbi Daytonskog sporazuma.

## Vanjske poveznice
| Wikizvor | Engleski Wikizvor ima izvorni tekst na temu: United Nations Security Council Resolution 1396 |

- Text of the Resolution at undocs.org